# Gasterosteiformes

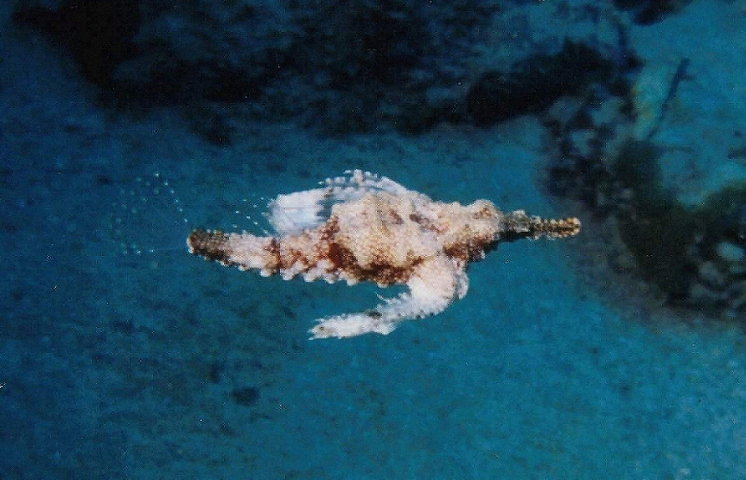
Eurypegasus draconis (fam. Pegasidae)

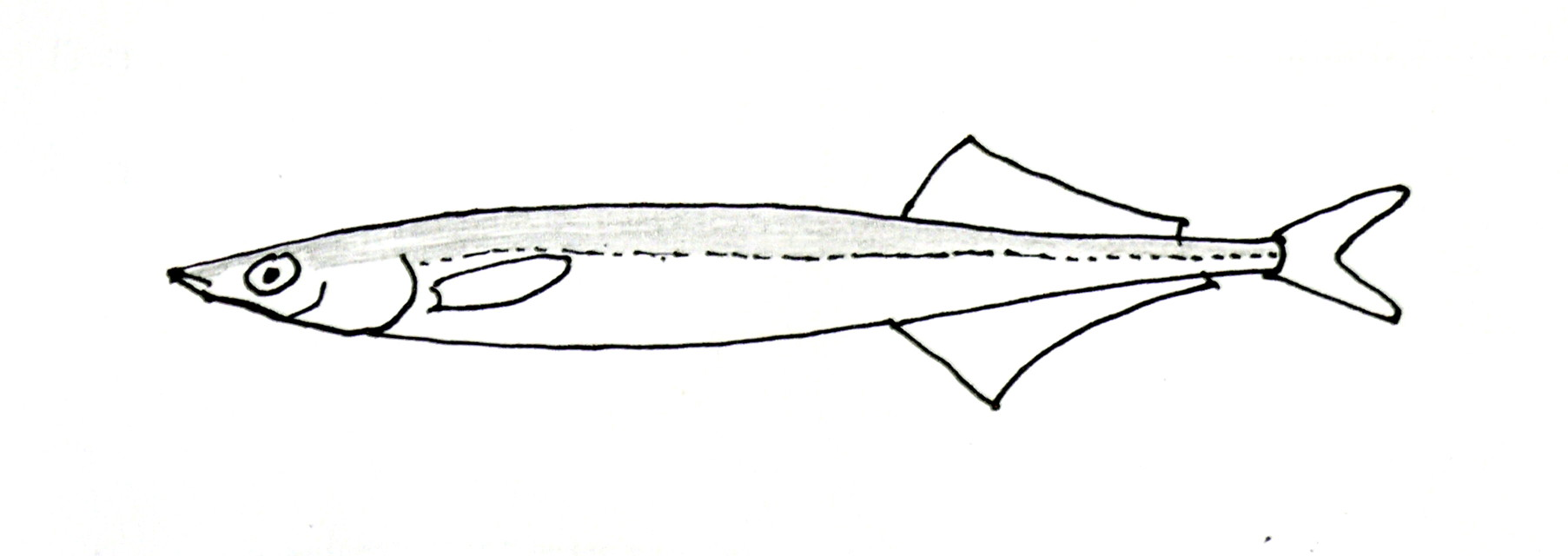
Hypoptychus dybowskii (fam. Hypoptychidae)

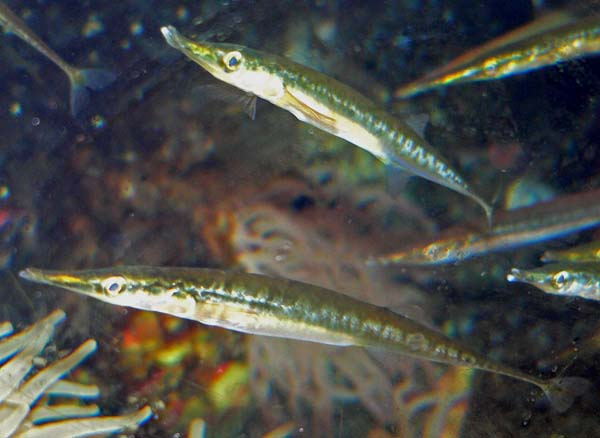
Aulorhynchus flavidus (fam. Aulorhynchidae)

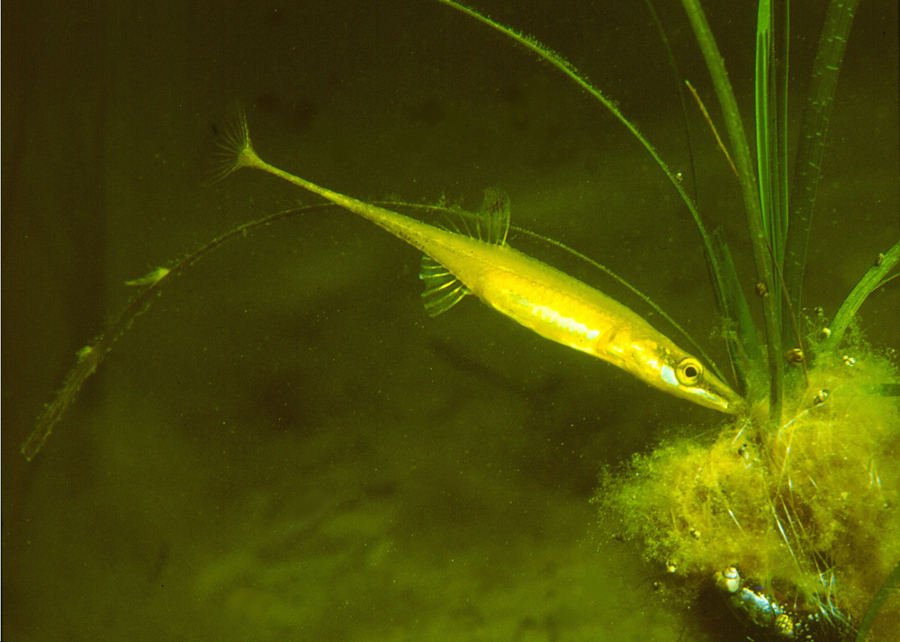
Spinachia spinachia (fam. Gasterosteidae)

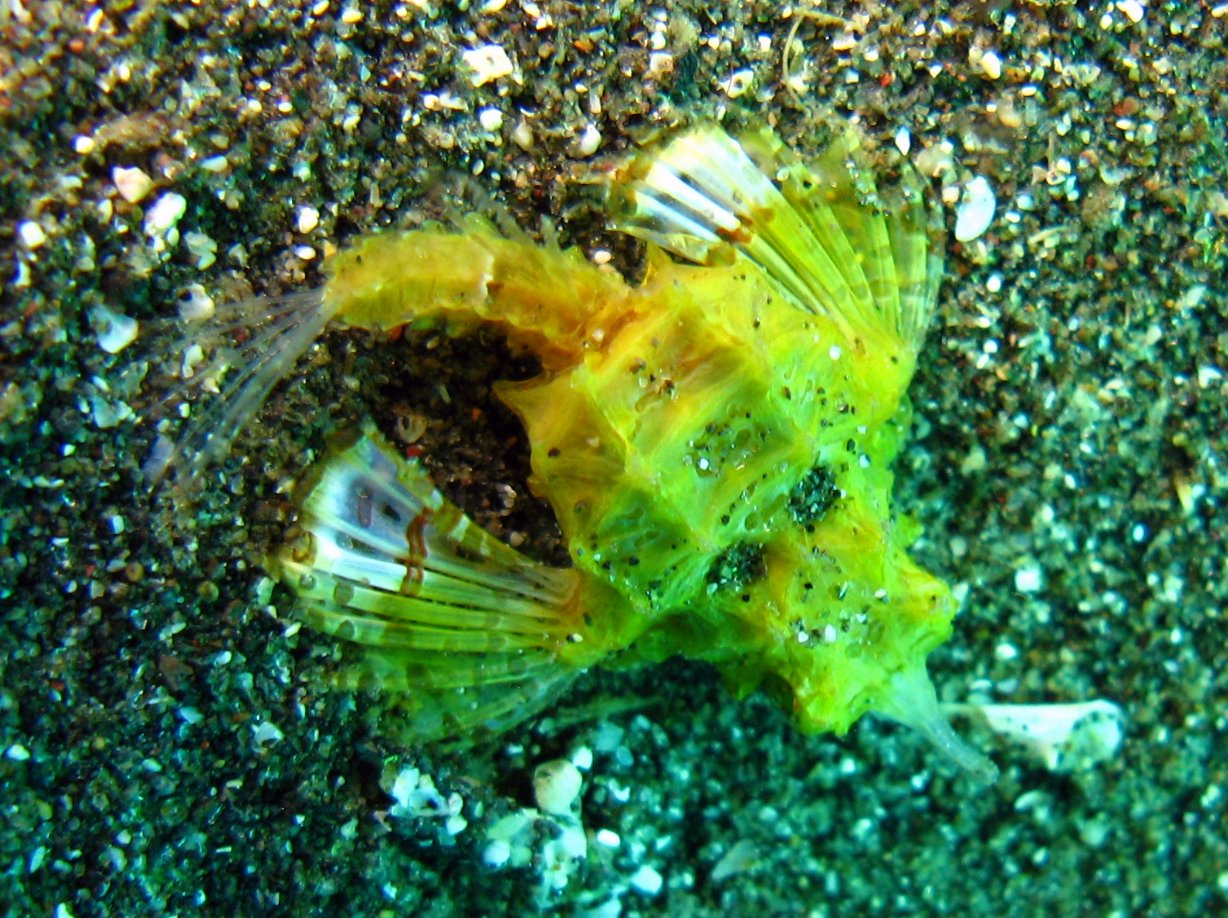
Pegasus laternarius (fam. Pegasidae)

I Gasterosteiformes sono un ordine di pesci ossei.

## Distribuzione e habitat
Si tratta di un ordine diffuso in zone costiere ed acque dolci temperate dell'emisfero nord (famiglie Gasterosteidae, Aulorhynchidae e Hypoptychidae), nei laghi e nei fiumi dell'Asia meridionale tropicale (famiglia Indostomatidae) e nelle acque marine costiere tropicali dell'Oceano Indiano e del Pacifico occidentale (famiglia Pegasidae). In Europa sono presenti solamente i Gasterosteidae di cui una specie (lo spinarello) raggiunge le acque dolci italiane.
La maggior parte delle specie è marina di acque costiere ma, come già detto, ve ne sono anche di acqua dolce, spesso eurialine.

## Descrizione
Le famiglie appartenenti a questo ordine sono abbastanza eterogenee come aspetto, in genere si tratta di pesci piuttosto allungati e sottili, con bocca piccola posta su un muso allungato e peduncolo caudale molto sottile. In molti casi sono armati di un'armatura di piastre ossee sottocutanee. Le pinne hanno solo raggi molli divisi, ci sono anche dei raggi spiniformi spesso molto acuti e robusti, il cui numero è carattere tassonomico per determinare specie e generi della famiglia Gasterosteidae. Le due specie della famiglia Hypoptychidae sono prive di scaglie, piatre ossee, pinne ventrali e raggi spiniformi. I Pegasidae sono ancora più aberranti, hanno corpo piatto e largo, bocca ventrale sovrastata da un lungo rostro e pinne pettorali molto ampie.
Si tratta di specie di dimensioni piccole o minuscole.

## Biologia
Si nutrono di piccoli organismi del benthos o del plancton.
Alcune specie della famiglia Gasterosteidae come il Gasterosteus aculeatus sono state studiate a lungo per quanto riguarda l'etologia delle cure parentali.

## Pesca
Interessano solo da un punto di vista scientifico o come ospiti di acquari.

## Tassonomia
Sono spesso stati accorpati ai Syngnathiformes. I Pegasidae hanno uno status tassonomico piuttosto incerto.

## Famiglie
- Aulorhynchidae
- Gasterosteidae
- Hypoptychidae
- Indostomidae
- Pegasidae